# Hale’sche Rakete

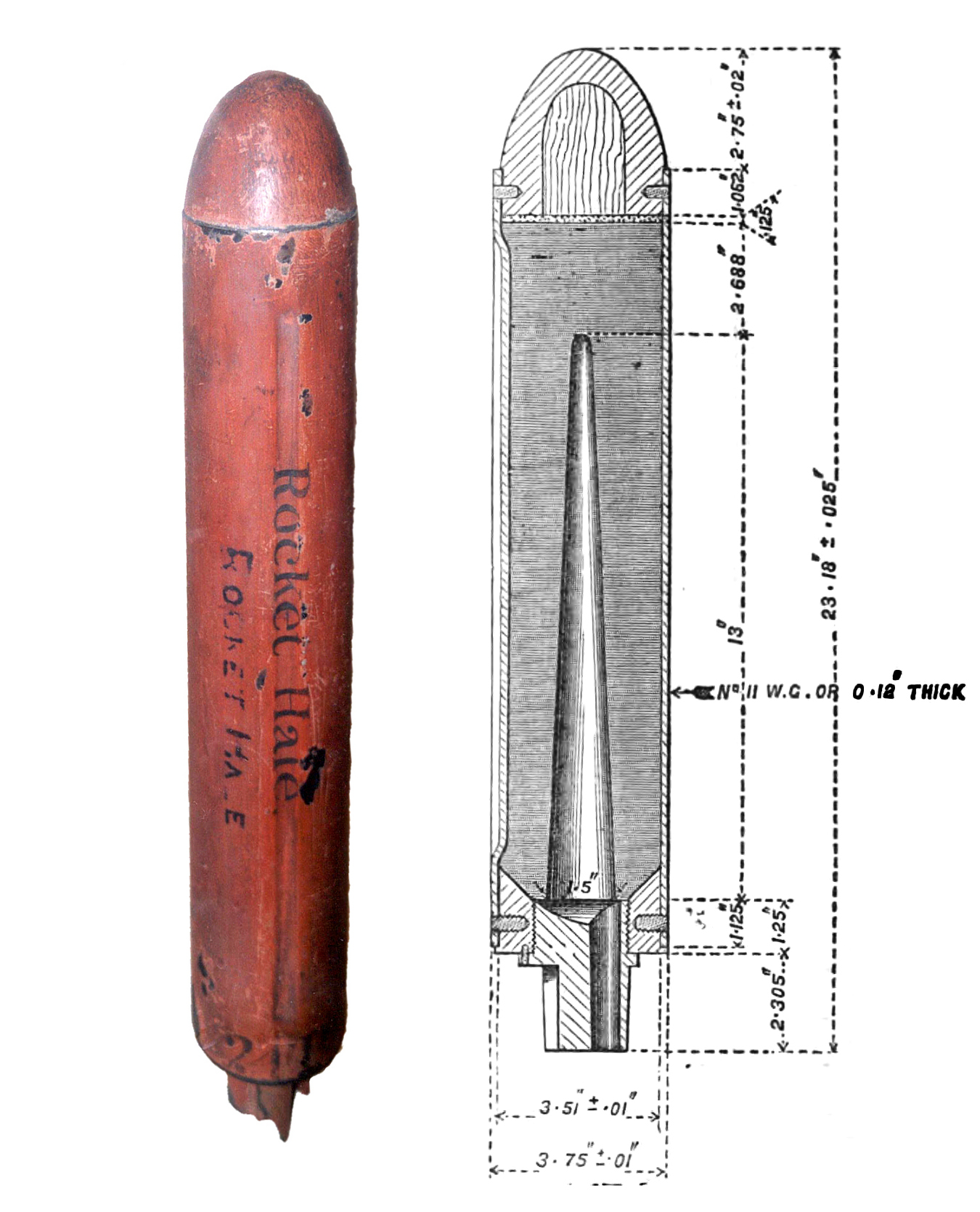
Rakete und ihre Querschnittszeichnung

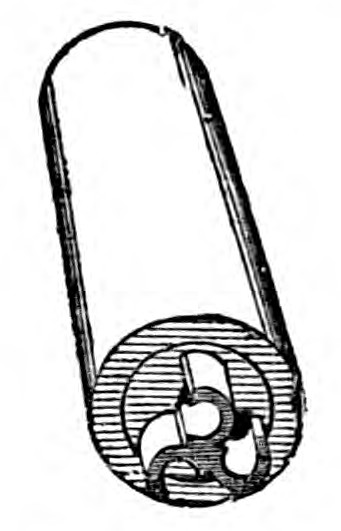
Leitschaufeln

Die Hale’sche Rakete war eine Raketenwaffe, entwickelt von dem Briten William Hale um 1840. Die Rakete nutzte als erste die Rotation zur Stabilisierung des Fluges.

## Technik

### Rakete
Die Congreve’sche Rakete wurde Anfang des 19. Jahrhunderts bei verschiedenen Streitkräften eingeführt. Danach wurden viele Anstrengungen unternommen, Raketen ohne den unhandlichen Führungsstab zu entwickeln. Dies gelang William Hale um 1840. Wie die spätere Version der Congreve’schen Rakete mit dem Führungsstab in der Mitte nutzte auch die Hale’sche Rakete mehrere Schubdüsen in der Bodenplatte. Jedoch waren bei Hale kleine Leitschaufeln um die Schubdüsen angebracht, was die Rakete in eine stabilisierende Rotation (Drall) versetzte. Dieses machte den unhandlichen Führungsstab obsolet und steigerte die Zielgenauigkeit.
Wie bei der Congreve’schen Rakete bestand der Treibsatz nicht aus losem, sondern zu einer festen Masse verpresstem Pulver. Der Treibsatz war in der Mitte kegelförmig ausgehöhlt, mit dem Zweck, die Oberfläche des verbrennenden Satzes zu vergrößern, um so genügend Gasdruck für den Antrieb der Rakete zu erzeugen. Er erzeugte den Schub einige Sekunden; bei der britischen 9- bzw. 24-Pfünder-Rakete für 8 bzw. 10 Sekunden.
Die Raketenhülle bestand zuerst aus Eisen, später aus Stahl, und konnte verschiedene Gefechtsköpfe aufnehmen. Hale konzipierte die Raketen in verschiedenen Größen: von 3 bis 100 Pfund. Das Vereinigte Königreich setzte hauptsächlich 9- und 24-Pfünder in verschiedenen, jeweils verbesserten Versionen (Mark I bis Mark IV) ein. Die Reichweite betrug beim 24-Pfünder zwischen 1300 und 1700 Meter, beim 9-Pfünder etwa 1400 Meter.
Manche Staaten erwarben von Hale Patente und produzierten Raketen nach demselben Prinzip, die sich allerdings in Details und Abmessungen unterschieden. Die Amerikaner nutzen 6-Pfünder mit 2¼ Zoll Durchmesser und etwa 1600 Meter Reichweite sowie 16-Pfünder mit 3¼ Zoll Durchmesser und etwa 2000 Meter Reichweite. Die Österreicher teilten ihre Raketen in 4- und 6-Pfünder ein, beide mit 2 Zoll Durchmesser. Dazu kam das Gewicht des Gefechtskopfes, so dass beispielsweise die Rakete mit einem explosiven Sprengkopf 7 bzw. 9 Pfund wog. Die Reichweite betrug entsprechend 1200 bzw. 1900 Schritt.

### Startgeräte
Die die Hale’sche Rakete nutzenden Streitkräfte entwickelten eine Vielzahl von Startgeräten. Die amerikanische Variante war ein Rohr auf einem einfachen Dreibein.
Die Österreicher waren mit dem von Hale angebotenen Startgerät unzufrieden und entwickelten ein gänzlich Neues. Das dreibeinige Startgestell (Gestell 14,5 kg + Beschwerer 5,6 kg) erlaubte das Einstellen einer definierten Höhen- und Seitenrichtung und verfügte über ein kurzes Startrohr. Für mehr Stabilität konnte darunter ein Beschwerer aufgehängt werden. Das Gestell konnte zum Transport zerlegt werden. Es gab auch aufwändigere österreichische Startgestelle mit einer Rückhaltebremse, damit die Rakete erst startete, wenn genügend Schub aufgebaut worden war. Das verhinderte gefährliche Situationen, bei denen die Rakete nicht sofort genügend Schub entwickelte, nach dem Verlassen des Startgerätes absackte und dann in unkontrollierter Weise weiterflog.
Die Briten verwendeten zwei Varianten von Startern. Zum einen war das ein Gestell mit wannenförmiger Abschussvorrichtung. Für den Dienst auf Kriegsschiffen gab es ein Abschussrohr in Form einer Drehbasse.

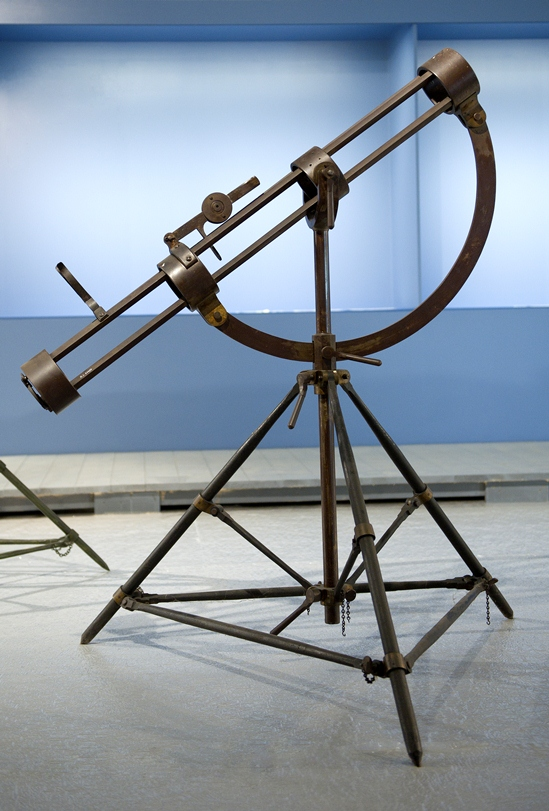
Österreichisches Startgestell
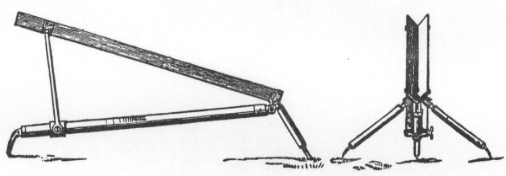
Britisches Startgestell
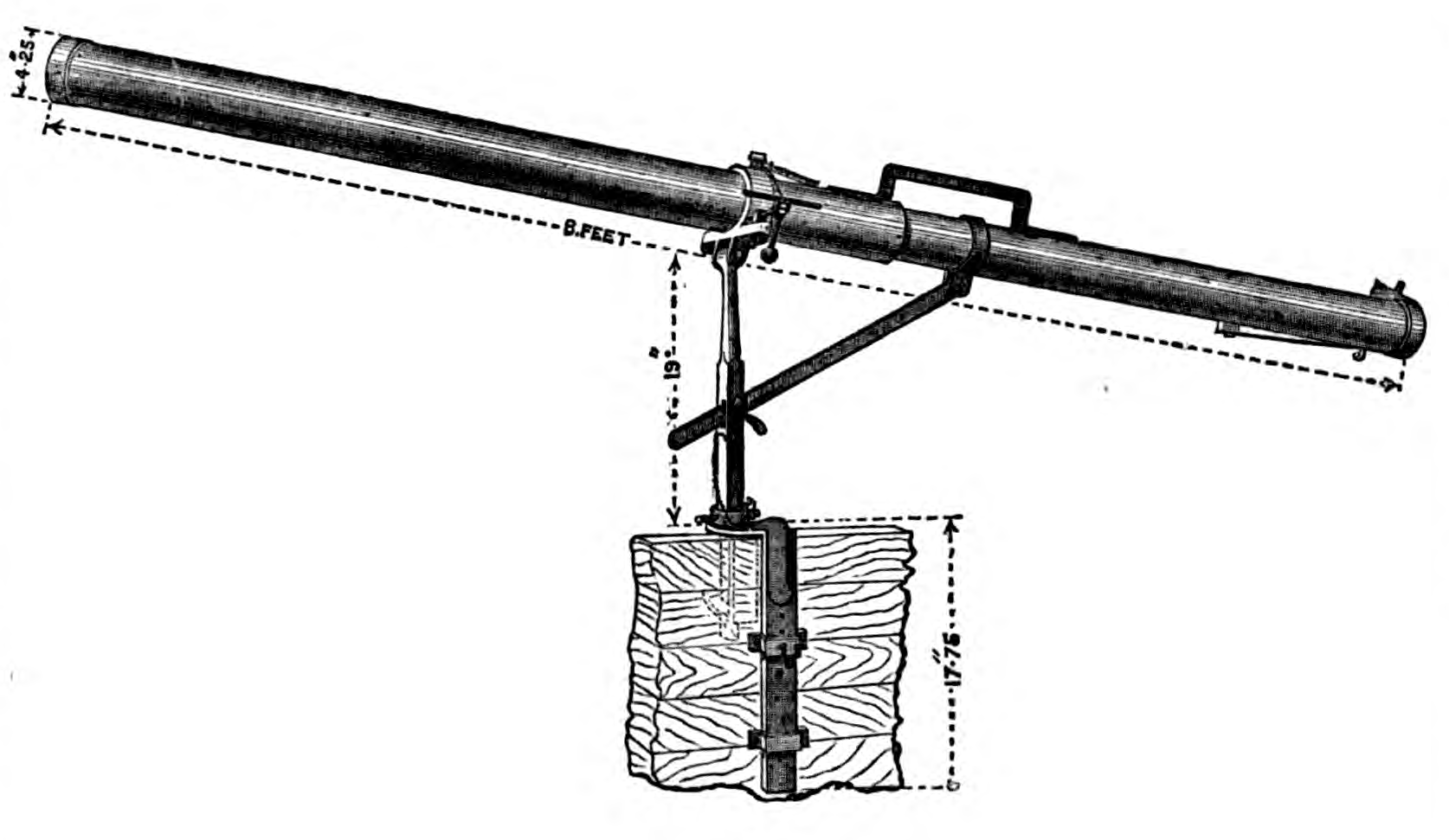
Britisches Starterrohr für Kriegsschiffe

## Einsatz
Da das Vereinigte Königreich nicht an Hales Erfindung interessiert war, verkaufte er die Rechte an die USA für einen damals sehr hohen Betrag von 20.000 $. Der United-States-Navy-Offizier John Dahlgren wurde im Januar 1847 mit der Organisation der Produktion der Raketen in der Washington Navy Yard betraut. Es waren deshalb auch amerikanische Soldaten, die die Hale’sche Rakete im Mexikanisch-Amerikanischen Krieg bei der Landung in Veracruz erstmals einsetzten. Im Amerikanischen Bürgerkrieg wurden sie von beiden Seiten gelegentlich genutzt, sowohl von den Unionstruppen als auch von den Konföderierten. In den 1850er und 1860er Jahren führten das Russische Kaiserreich, Italien, Ungarn und Österreich die Raketen ein.
Insbesondere die Österreicher waren Verfechter der Raketenwaffe. In dem Kriegsjahr 1866 (Deutscher Krieg und Dritter Italienischer Unabhängigkeitskrieg) kam die Rakete allerdings nur in der Seeschlacht von Lissa in nennenswertem Umfang zum Einsatz. Österreich setzte von da an wieder verstärkt auf die Rohrartillerie. Restbestände wurden 1869 bei der Aufstandsbekämpfung in der Bucht von Kotor und in Krivošije aufgebraucht.
Das Vereinigte Königreich nutzte die Rakete zwar in geringem Umfang im Krimkrieg (1853–1856), offiziell wurde sie allerdings erst 1867 eingeführt. Doch wenig später erfuhr die Rohrartillerie durch Hinterlader mit gezogenen Läufen große Leistungssteigerungen, so dass ab etwa 1870 die Raketen als überholt galten. Trotzdem nutzte das Vereinigte Königreich die Hale’sche Rakete noch bis 1899 gegen technisch unterlegene Gegner in Afrika und Südasien. Dort konnte sie den Vorteil des einfacheren Transports gegenüber den schweren Geschützen auf Radlafetten immer noch ausspielen.

## Wurfgerät für Rettungsleinen

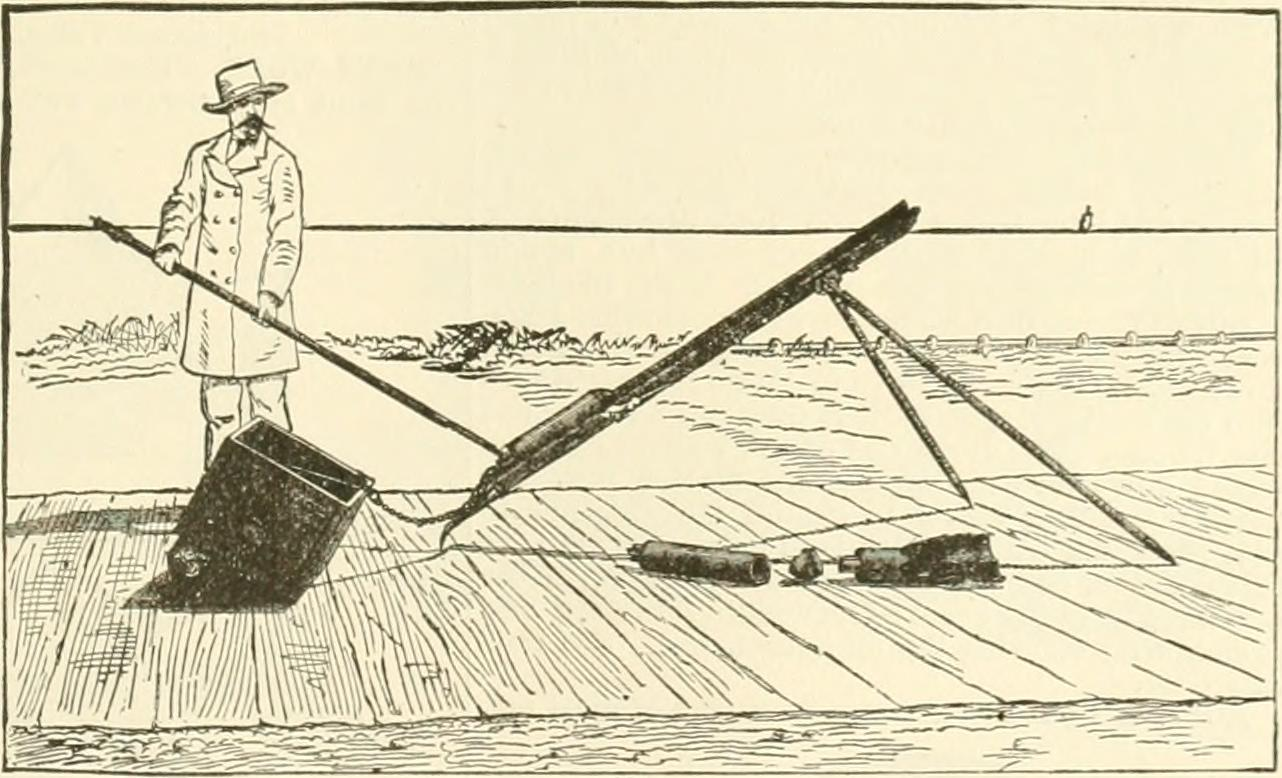
Rettungsleinenwurfgerät von Hooper

Genauso wie die Congreve’sche Rakete wurde die Hale’sche Rakete als Basis für ein Rettungsleinenwurfgerät genommen. Mit Hilfe des vom Engländer James Humphrey Singleton Hooper entwickelten Geräts konnte eine Rettungsleine vom Ufer zu dem in der Nähe havarierten Schiff geschossen werden. Da die Rakete zwecks Stabilisierung rotierte, war ein Drehlager am Ende der Rakete angebracht. An diesem Drehlager war erst eine kurze Kette aus Metall, dann die eigentliche Leine befestigt. Die Kette war notwendig, damit die heißen Abgase die Leine nicht verbrannten. In Versuchen des Ordnance Department (wehrtechnische Abteilung) der United States Army von 1880 konnte das Gerät allerdings nicht überzeugen.